# Elaphidion tectum
Elaphidion tectum es una especie de escarabajo longicornio del género Elaphidion, categorizada en la tribu Elaphidiini, de la subfamilia Cerambycinae. Fue descrita por LeConte en 1878.

## Descripción
Mide 15,6 mm de longitud.

## Distribución
Se distribuye por América del Norte: Estados Unidos.